# 86 Brygada Strzelców (RFSRR)
86 Brygada Strzelców (RFSRR) - brygada piechoty Armii Czerwonej okresu wojny polsko-bolszewickiej.
W dniu 16 czerwca 1920 roku 86 Brygada Strzelców została pokonana podczas akcji zaczepnej oddziałów Wojska Polskiego na wschodnim brzegu Berezyny.